# Öttusa az 1968. évi nyári olimpiai játékokon
Az 1968. évi nyári olimpiai játékokon öttusában két versenyszámban avattak bajnokot.

## Éremtáblázat
(Magyarország eltérő háttérszínnel, az egyes számoszlopok legmagasabb értéke, illetve értékei vastagítással kiemelve.)
| Az 1968. évi nyári olimpiai játékok éremtáblázata öttusában | Az 1968. évi nyári olimpiai játékok éremtáblázata öttusában | Az 1968. évi nyári olimpiai játékok éremtáblázata öttusában | Az 1968. évi nyári olimpiai játékok éremtáblázata öttusában | Az 1968. évi nyári olimpiai játékok éremtáblázata öttusában | Olimpia  |
| ----------------------------------------------------------- | ----------------------------------------------------------- | ----------------------------------------------------------- | ----------------------------------------------------------- | ----------------------------------------------------------- | -------- |
|                                                             | Ország                                                      | Arany                                                       | Ezüst                                                       | Bronz                                                       | Összesen |
| 1.                                                          | Magyarország (HUN)                                          | 1                                                           | 1                                                           | 0                                                           | 2        |
| 2.                                                          | Svédország (SWE)                                            | 1                                                           | 0                                                           | 0                                                           | 1        |
|                                                             |                                                             |                                                             |                                                             |                                                             |          |
| 3.                                                          | Szovjetunió (URS)                                           | 0                                                           | 1                                                           | 1                                                           | 2        |
|                                                             |                                                             |                                                             |                                                             |                                                             |          |
| 4.                                                          | Franciaország (FRA)                                         | 0                                                           | 0                                                           | 1                                                           | 1        |
|                                                             |                                                             |                                                             |                                                             |                                                             |          |
| Összesen                                                    | Összesen                                                    | 2                                                           | 2                                                           | 2                                                           | 6        |

## Érmesek
| Az 1968. évi nyári olimpiai játékok érmesei öttusában |                                                                 |       |                                                                          |       |                                                                               |       |
| Versenyszám                                           | Arany                                                           | Arany | Ezüst                                                                    | Ezüst | Bronz                                                                         | Bronz |
| egyéni                                                | Björn Ferm · Svédország (SWE)                                   | 4964  | Balczó András · Magyarország (HUN)                                       | 4953  | Pavel Lednyov · Szovjetunió (URS)                                             | 4795  |
| csapat                                                | Magyarország (HUN) · Balczó András · Móna István · Török Ferenc | 14325 | Szovjetunió (URS) · Borisz Onyiscsenko · Pavel Lednyov · Stasys Šaparnis | 14248 | Franciaország (FRA) · Raoul Gueguen · Lucien Guiguet · Jean-Pierre Giudicelli | 13289 |

## Magyar szereplés
- Balczó András 2. hely 4 953 pont
- Móna István 7. hely 4 714 pont
- Török Ferenc 12. hely 4 551 pont
- Csapat: 1 hely 14 325 pont